# 野口寛 (俳優)
野口 寛（のぐち ひろし、1955年10月2日 - ）は、日本の俳優。福岡県出身。サイアン所属。身長170cm。

## 出演

### 映画
- ダンプ渡り鳥（1981年） - シレトコ
- 熱海殺人事件（1986年）
- こっくりさん - 阿部徹
- 修羅の伝説（1992年）
- 修羅がゆく2（1996年）
- プリズンホテル（1996年）
- DOOR（1998年） - 警官
- 新・首領への道 - 古賀誠三
- 土佐の一本釣り
- 幸福の鐘（2003年）
- 初恋（2006年）
- むこうぶち
- 純喫茶磯辺（2008年）
- カイジ2 人生奪回ゲーム（2011年）
- セデック・バレ（2013年） - 樺山資紀

### Vシネマ
- 極道の紋章 第七章（2008年） - 牧原一家舎弟頭 大滝政重
- 新・首領への道5・6（2009年） - 三代目侠山会
- 雀王（2011年） - 大田研一(伝説の麻雀打ち)
- 制覇3,4,5（2015年 - 2016年） - 鵠心会本部長 服部組組長 服部定好
- プラチナ代紋1（2016年） - 明石組組長 明石譲司
- 日本統一18（2016年） - 鹿児島 霧島一家総長 日高建脇
- 極道黙示録（2018年） - 堂念組若頭補佐 デジマ

### テレビドラマ
- あいつと俺
- 鬼平犯科帳 第3シリーズ 第7話「谷中いろは茶屋」（1992年2月5日、CX / 松竹） - 国太郎
- 相棒（テレビ朝日）
  - 相棒 Season 5 第1話「杉下右京 最初の事件」（2006年10月11日） - ホームレス
  - 相棒 Season 12 第11話「デイドリーム」（2014年1月8日） - 銀英会組長
- Anego（2005年、日本テレビ）
- 嵐がくれたもの
- 西村京太郎トラベルミステリー19「L特急踊り子号殺人事件」
- お助け同心が行く!
- お父さん入門
- 鬼平外伝 正月四日の客
- 鬼平外伝 夜兎の角右衛門（粂三）
- 鬼平犯科帳スペシャル 一本眉（喜六）
- 鬼平犯科帳スペシャル 兇賊（関口）
- 女検事 霞夕子6
- 女弁護士 朝吹里矢子4（辻刑事）
- 神谷玄次郎捕物控
- 貫太ですッ!（釣り客）
- キソウの女
- 虚貌 刑事 滝中守年最後の事件
- 空中ブランコ（代貸し）
- 御用牙
- 早乙女千春の添乗報告書
- さよなら李香蘭
- 時効を待つ女〜信州・蛍橋 愛と殺意の子守歌
- 小京都ミステリー
- 単独房の少女たち（ヤクザ）
- 当番弁護士
- 特命係長 只野仁（田鳥組長）
- 特命!刑事どん亀（2006年） - 大川烈
- ナサケの女〜国税局査察官〜
- 寧々〜おんな太閤記
- ハッピーバースデー殺人事件
- NHK連続テレビ小説 花子とアン（2014年、NHK）
- 花嫁のれん3（白井）
- ハンチョウ〜神南署安積班〜
- 避暑地の猫
- 150歳の思春期!?
- FIRE BOYS 〜め組の大吾〜
- 松江・宍道湖殺人事件
- 森の石松 すし食いねェ!ご存じ暴れん坊一代
- 夜桜お染（岩蔵）
- NHK大河ドラマ 義経（2005年） - 島蔵
- 世にも奇妙な物語
- NHK大河ドラマ 龍馬伝（2010年）

### 舞台
- 狐がくれた赤ん坊
- 滝の白糸
- つもりちがい
- てなもんや三度笠
- 流れのままに 歌人・江口きちの生涯
- ねずみ小僧

### CM
- SBC東部佐久平ハウジングパーク
- トヨタ自動車（親分）
- ローソン